# Jochen Biganzoli
Jochen Biganzoli (* 1963 in Kaiserslautern) ist ein deutscher Opernregisseur und Hochschullehrer.

## Biografie
Biganzoli studierte Theater- und Musikwissenschaft an der Universität Erlangen-Nürnberg. Danach arbeitete er als Regieassistent am Badischen Staatstheater in Karlsruhe und am Bremer Theater. Parallel zu seiner Theaterarbeit unterrichtete er fünf Jahre lang an der Hochschule für Künste in Bremen. In Bremen konnte er auch erstmals selbst inszenieren. Es folgte ein Engagement als Oberspielleiter und Spartenleiter für das Musiktheaters am Kleist-Theater von Frankfurt (Oder).
Seit 1999 ist Biganzoli freiberuflich tätig. Eine langjährige Arbeitsbeziehung verbindet ihn mit dem Landestheater Eisenach, wo er unter anderem Das Land des Lächelns, Luisa Miller, La Bohème, den Rosenkavalier und Gounods Margarethe inszenierte. Er übernahm aber auch Regiearbeiten an einer Reihe weiterer Häuser – beispielsweise in Augsburg, Barcelona, Detmold, Dresden, Flensburg, Gera, Hamburg, Kopenhagen, Leipzig und Pforzheim. Im Juni 2010 eröffnete er mit seiner Fassung von Robert Schumanns Genoveva, einer selten gespielten Oper, die Schumann-Tage der Stadt Zwickau, zum 200. Geburtstages des Komponisten. Die Oper Leipzig engagierte ihn im Oktober 2010 für eine Neuinszenierung der Meistersinger von Nürnberg anlässlich ihres 50-Jahr-Jubiläums.
In der Spielzeit 2012/13 inszenierte er am Theater Osnabrück drei selten gespielte Einakter von Paul Hindemith. Diese Inszenierung wurde insbesondere von Gerhard Rohde, dem Opernkritiker der Frankfurter Allgemeinen, gelobt. Es folgte im September 2013 sein Debüt an der Hamburgischen Staatsoper mit der Opernfassung von Meister und Margarita von York Höller. 2016 inszenierte er erstmals an der Semperoper in Dresden. 2018 übernahm er die Eröffnungspremiere bei den Internationalen Händel-Festspielen in Halle an der Saale, Berenice von Georg Friedrich Händel.
Für seine Inszenierung von Dmitri Schostakowitschs Lady Macbeth von Mzensk am Theater Lübeck im März 2016 wurde er für den Deutschen Theaterpreis DER FAUST 2016 in der Kategorie Regie Musiktheater nominiert. Am Theater Lübeck folgten dann 2017 mit Der Ferne Klang von Franz Schreker  und 2018 Der Freischütz von Carl Maria von Weber, beide Inszenierungen wurden jeweils im Jahrbuch der OPERNWELT 2018 und 2019 in der Kategorie BESTE AUFFÜHRUNG nominiert.
2017 inszenierte er eine szenische Version der h-moll Messe von Johann Sebastian Bach am Theater Regensburg. 2019 folgte am Theater Hagen Tristan und Isolde von Richard Wagner und Cardillac von Paul Hindemith. Im Juni 2021 folgte die Premiere von The Turn of the Screw von Benjamin Britten am Theater Hagen.
Im Dezember 2021 inszenierte er Weihnachtsoratorium von J.S. Bach am Staatstheater Kassel. Im Januar 2022 hatte Tristan und Isolde seine Premiere an der Oper Halle.
Die Inszenierung von Faust – Margarethe von Charles Gounod am Staatstheater Augsburg, die im März 2020 auf Grund der Corona-Maßnahmen abgesagt wurde, hatte im Januar 2022 Premiere. Es folgten 2022 Die tote Stadt am Staatstheater Meiningen, 2023 die UA Das verräterische Herz am Theater Kempten, 2024 die Deutsche Erstaufführung The Yellow Wallpaper an der HfM Franz Liszt Weimar, The Wreckers am Staatstheater Meiningen und 2025 Aufstieg und Fall der Stadt Mahagonny am Staatstheater Augsburg.
Seit 2024 ist Biganzoli Professor für Musiktheater / Szene an der Hochschule für Musik Franz Liszt in Weimar.
Biganzoli lebt in Bremen.

## Inszenierungen (Auswahl)
- 2008 Orpheus in der Unterwelt von Jacques Offenbach, Theater Augsburg
- 2010 Genoveva von Robert Schumann – Schumann-Tage der Stadt Zwickau
- 2010 Meistersinger von Nürnberg von Richard Wagner – Oper Leipzig
- 2012 Mörder, Hoffnung der Frauen | Das Nusch-Nuschi | Sancta Susanna von Paul Hindemith – Theater Osnabrück
- 2013 Meister und Margarita von York Höller – Hamburgische Staatsoper
- 2015 Tannhäuser von Richard Wagner – Theater Bielefeld
- 2016 Simon Boccanegra von Giuseppe Verdi – Stadttheater Osnabrück
- 2016 Lady Macbeth von Mzensk von Dmitri Schostakowitsch – Theater Lübeck
- 2016 Mathis der Maler von Paul Hindemith – Sächsische Staatsoper, Dresden
- 2016 Don Carlos von Giuseppe Verdi – Theater Bielefeld
- 2016 Tosca von Giacomo Puccini – Oper Halle
- 2017 Der ferne Klang von Franz Schreker – Theater Lübeck
- 2017 h-Moll Messe von Johann Sebastian Bach – Theater Regensburg
- 2018 Berenice von Georg Friedrich Händel – Internationale Händel-Festspiele, Halle (Saale)
- 2018 Der Freischütz von Carl Maria von Weber – Theater Lübeck
- 2019 Tristan und Isolde von Richard Wagner – Theater Hagen
- 2019 Cardillac von Paul Hindemith – Theater Hagen
- 2021 The Turn of the Screw von Benjamin Britten – Theater Hagen
- 2021 Weihnachtsoratorium von Johann Sebastian Bach – Staatstheater Kassel
- 2022 Tristan und Isolde von Richard Wagner – Oper Halle
- 2022 Faust – Margarethe von Charles Gounod – Staatstheater Augsburg
- 2022 Die tote Stadt von Erich Wolfgang Korngold – Staatstheater Meiningen
- 2023 UA: Das verräterische Herz von Christoph Weinhart – Theater Kempten
- 2024 DEA: The Yellow Wallpaper von Evangeline-Grace Mason – Hochschule für Musik Franz Liszt Weimar
- 2024 The Wreckers (Strandrecht) von Ethel Smyth – Staatstheater Meiningen
- 2025 Aufstieg und Fall der Stadt Mahagonny von Kurt Weill – Staatstheater Augsburg

## Auszeichnungen
- 2014 Rolf-Mares-Preis in der Kategorie Herausragende Inszenierung für Meister und Margarita  an der Hamburgischen Staatsoper
- 2016 Nominierung für den Deutschen Theaterpreis Der Faust in der Kategorie Regie Musiktheater für Lady Macbeth von Mzensk am Theater Lübeck
- 2020 Nominierung für den Deutschen Theaterpreis Der Faust in der Kategorie Regie Musiktheater für Tristan und Isolde am Theater Hagen